# サーカス列車

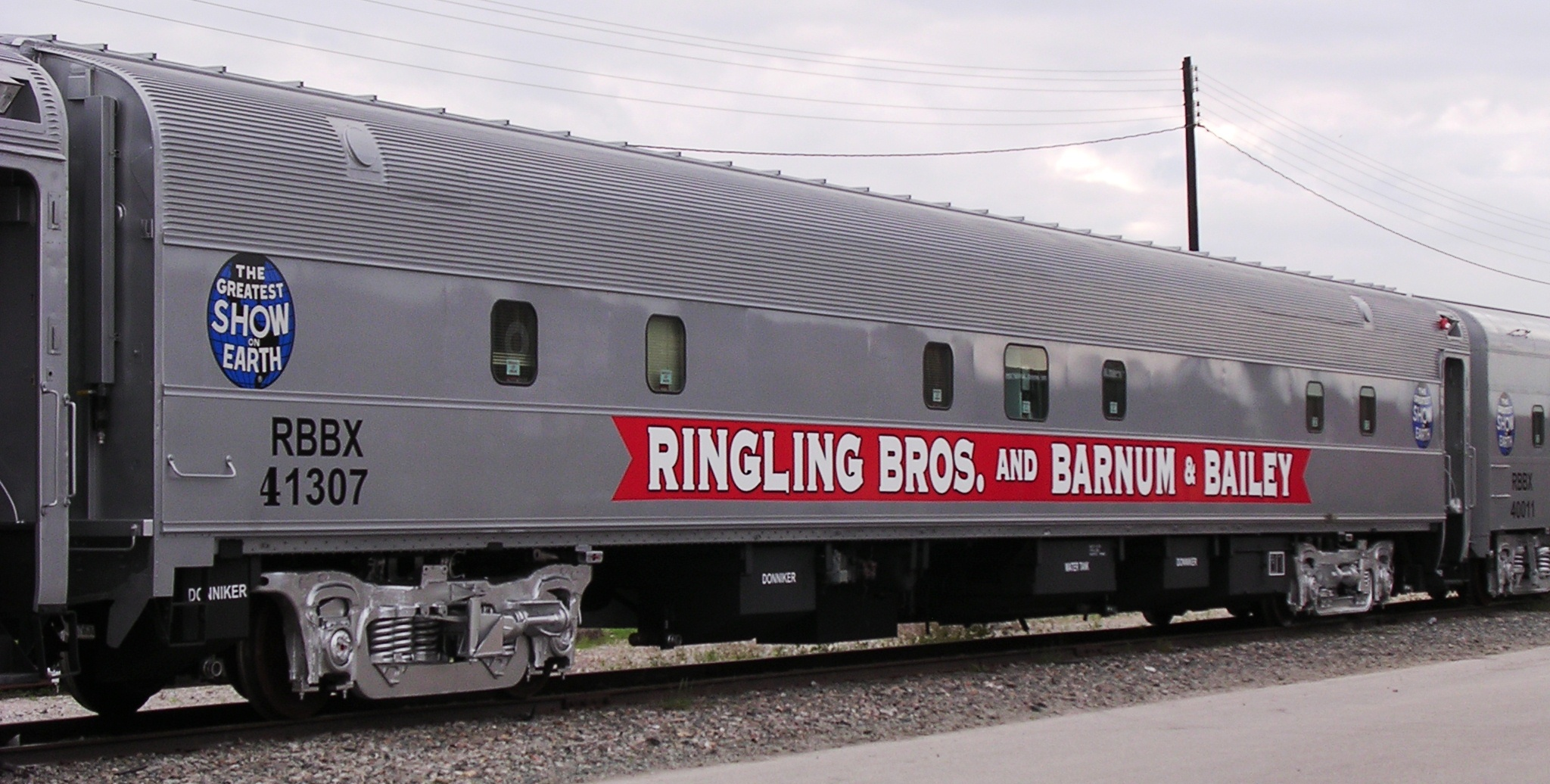
フロリダ州タンパに保存されているRBBX 41307号、修繕後、この客車はかつてペンシルバニア鉄道8267号で、1960年代には「ルイスタウン・イン」という名前が付いていた

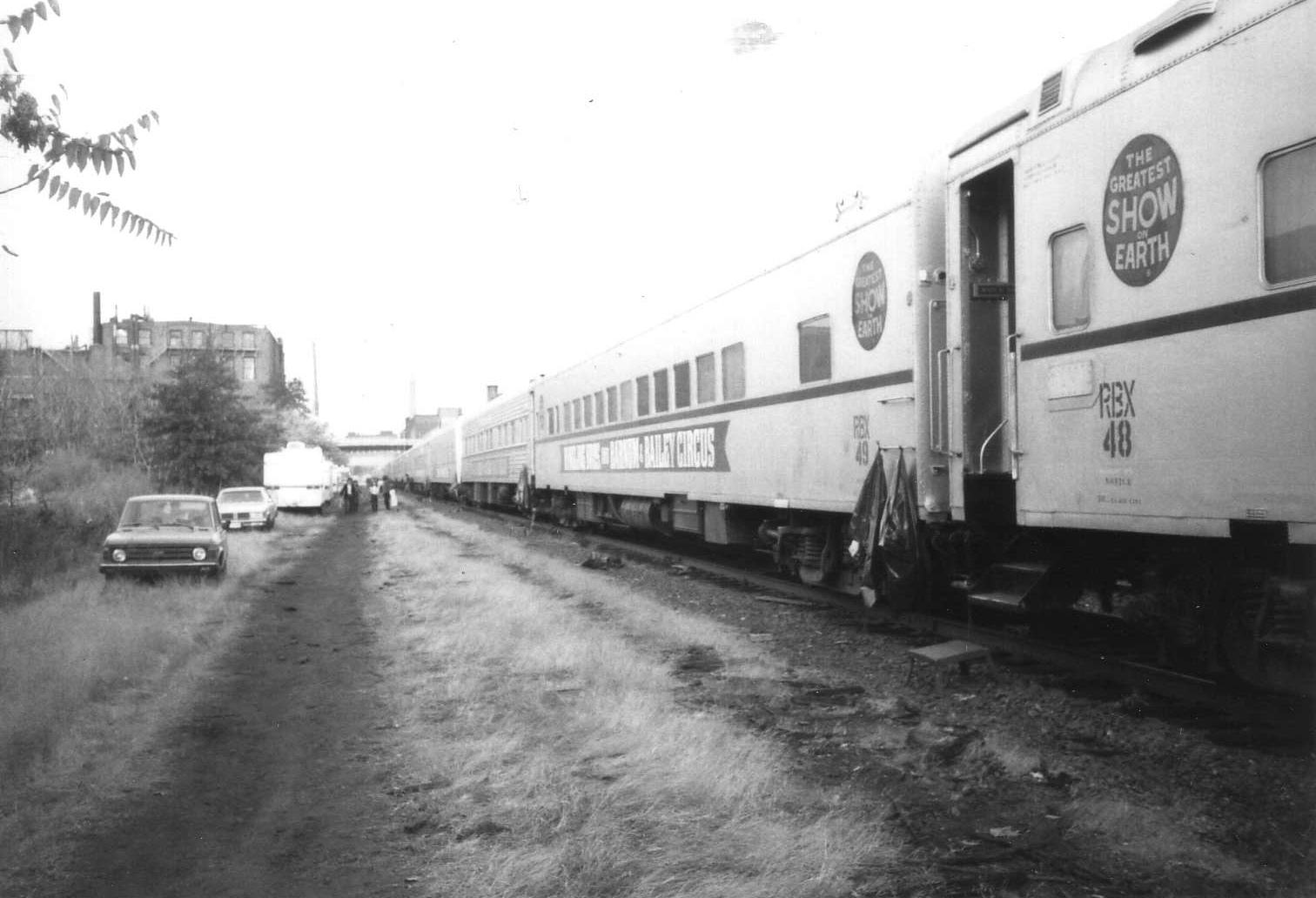
マサチューセッツ州ケンブリッジのマサチューセッツ工科大学裏のグランド・ジャンクション鉄道線に停車中のリングリング・ブラザーズ・アンド・バーナム・ベイリー・サーカスのサーカス列車、1984年のボストン・ガーデンでの公演中

サーカス列車（サーカスれっしゃ）は、サーカス団の移動手段として使われる列車である。
1907年にリングリング・ブラザーズ・サーカスがバーナム・アンド・ベイリー・サーカスを買収して設立された、アメリカの有名なサーカス団であるリングリング・ブラザーズ・アンド・バーナム・アンド・ベイリー・サーカスは、サーカス列車の最大級の利用者であった。

## 歴史
P.T.バーナム・サーカスは大きく成長してきたことから、大きな都市でのみ公演すること、そして列車で移動することを1872年に決定した。P.T.バーナムは、パートナーのウィリアム・キャメロン・クープおよびダン・コステロとともに、サーカス用のワゴンを鉄道の長物車に搭載するシステムを思いついた。貨車に渡しかけた斜路と、貨車の間を結ぶ渡り板を使い、ロープと滑車の仕組みを開発して、長物車にワゴンを載せたり降ろしたりするようにした。馬を使ってワゴンを引き上げるようにしていた。降ろすのは、搭載するときとほとんど同じであり、斜路を下るときにブレーキにするために緩衝器を使っていた。この仕組みは1872年に初めて使用され、最終期までリングリング・ブラザーズ・アンド・バーナム・アンド・ベイリー・サーカスが、やり方は近代化されたとはいえほとんど同じ方法を使っていた。
サーカス団が列車での移動に切り替えた際に、ペンシルバニア鉄道の長物車を最初に使用していたが、形が悪く危険であることが判明した。シーズン中にサーカス団では、自分たち用の車両を購入することを決定し、P.T.バーナム・サーカスがオハイオ州コロンバスを出発した際に、初めてサーカス団所有の列車で移動することになった。この編成は60両で構成され、このうち19両から45両程度の長物車におよそ100台のサーカス用ワゴンを搭載していた。
サーカス列車は、テント、ワゴン、車両、機械類やゾウ・ライオン・トラ・ウマなどの動物類のような重い装備・道具・機材類の輸送によく適していることが示されたが、後には悲劇的な事故もあった。リングリング・ブラザーズ・サーカスとバーナム・アンド・ベイリー・サーカスは、他のアメリカのサーカス団を次々に買収して、エンターテイメントの世界を独占していくようになった。サーカス列車の最後の時代、これらのサーカス団は2本のサーカス列車で移動しており、一方をブルーユニット、もう一方をレッドユニットと呼んでいた。これらのサーカス列車は2年間の周期で巡回しており、それぞれのユニットが1年おきに同じ場所にやってくることで新しい公演をできるようにしていた。サーカス列車の長さは全長1マイル（1.6キロメートル）を超え、サーカス団員や動物の飼育員のための乗車スペースもある。動物輸送用の家畜車や、サーカス用ワゴン・機材類、そして現地における移動手段となるバスさえ搭載する長物車も連結されていた。
リングリング・ブラザーズ・アンド・バーナム・アンド・ベイリー・サーカスは2017年5月にサーカス列車の使用を最終的に打ち切り、保有していた車両はそれからほどなくしてオークションで売却されるか解体された。
これ以外にアメリカ合衆国で運行されている最後のサーカス列車として、ストレーツ・ショーズによるものがある。

## 登場作品
サーカス列車が映画化された例として、1941年の「ダンボ」、1947年の「ファン・アンド・ファンシー・フリー」、1952年の「地上最大のショウ」、1989年の「インディ・ジョーンズ/最後の聖戦」、2011年の「恋人たちのパレード」などがある。このほか、2008年制作のテレビ番組「マットの鉄道万歳!」では実際に列車に乗り込み密着取材が行われた。